# 斯文豪带管蜗牛
斯文豪带管蜗牛（学名：Dioryx swinhoei）是主扭舌目带管蜗牛科沟螺属的一种，為臺灣特有種。

## 分佈
本物種只見於台湾。
常栖息在林间或林边潮湿的落叶层裡。

## 形態描述
殼圓錐狀，殼色多變，白色，黃色至紅色。螺層由殼頂至殼口迅速增大，至1/3體螺層處最大，近殼口處驟縮，殼口唇外翻。靠近殼口處的螺層有一條沿縫合線向上生長的縫合管，縫合管下方具有緻密的縱螺肋。臍孔狹小。口蓋圓形，黃色半透明，中央處內陷，邊緣向上翻，螺紋明顯，核於中心。